# 貝爾格勒合作社大樓
貝爾格勒合作社是貝爾格勒曾經存在的一家合作社，創建於1882年，目的是支援中小企業。貝爾格勒合作社的大樓開始修建於1905年，並在1907年竣工，創下當時的記錄。貝爾格勒合作社大樓被譽為是貝爾格勒最美麗的建築之一，經歷過多次重建。

## 外部連結
- (Tragična sudbina Aleksandra Obrenovića (visited: 12.8.2015)) （页面存档备份，存于）
- (The Royal Family of Serbia (visited: 12.8.2015.))（页面存档备份，存于）
- (Luka Ćelović (visited: 12.8.2105.)) （页面存档备份，存于）
- (beogradskonasledje.rs: (visited: 12.8.2015.))（页面存档备份，存于）
- (First Serbian Brewery (visited: 12.8.2015.))